# 鎮海號護衛艦
鎮海號護衛艦（ROKS Jinhae PCC-766），是一艘韓國海軍的浦項級輕型護衛艦，1987年3月18日在釜山韓進重工下水，1988年9月30日服役。2017年12月27日，鎮海號護衛艦退出韓國海軍戰鬥序列，轉作訓練艦用途。後在2020年8月1日正式退役，2023年9月正式移交給鎮海區海軍公園，成為一個博物館。